# Chrám Castora a Polluka

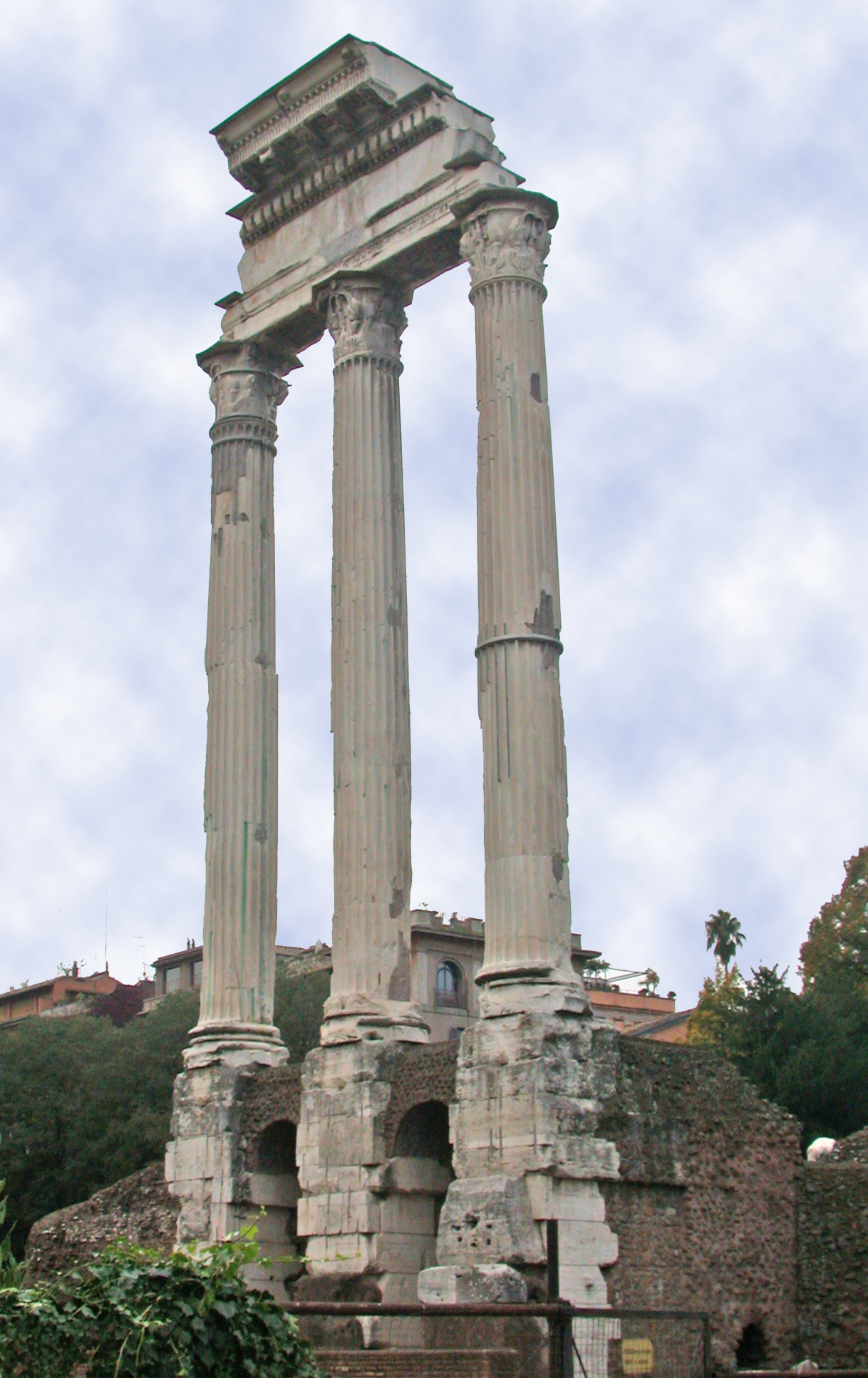
Ruiny chrámu Castora a Polluka, které se staly nejznámějšími z celého Fora Romana.

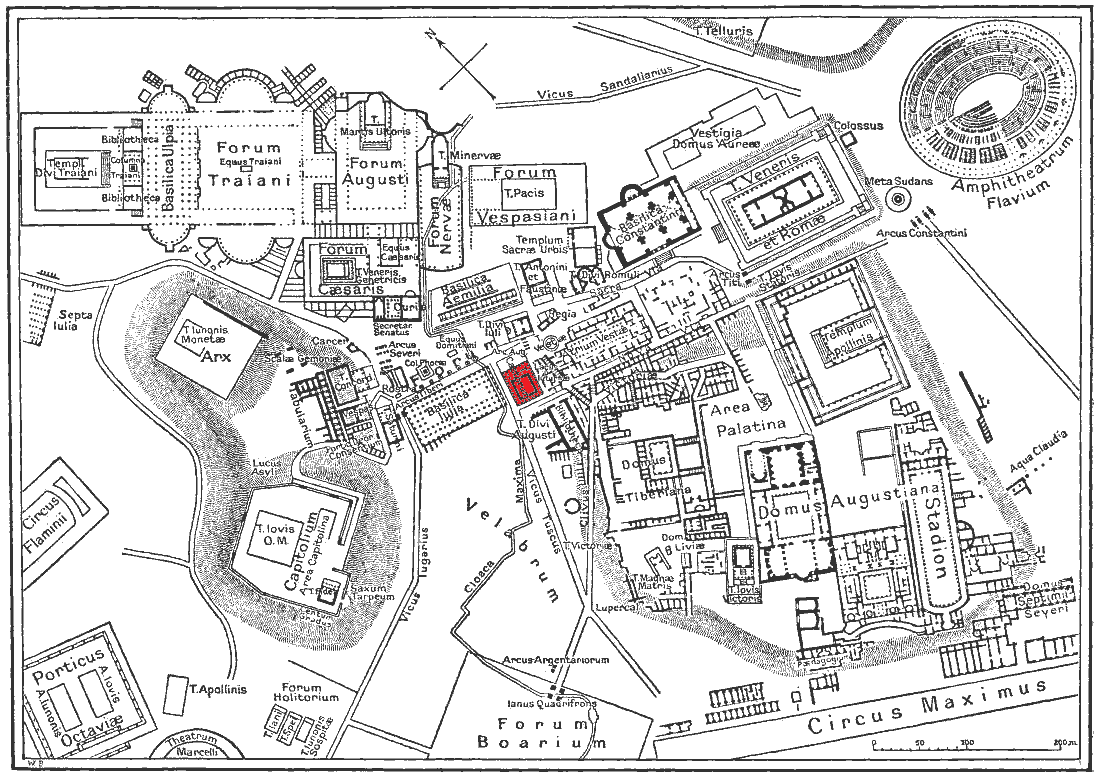
Poloha chrámu (vyznačeno červeně)

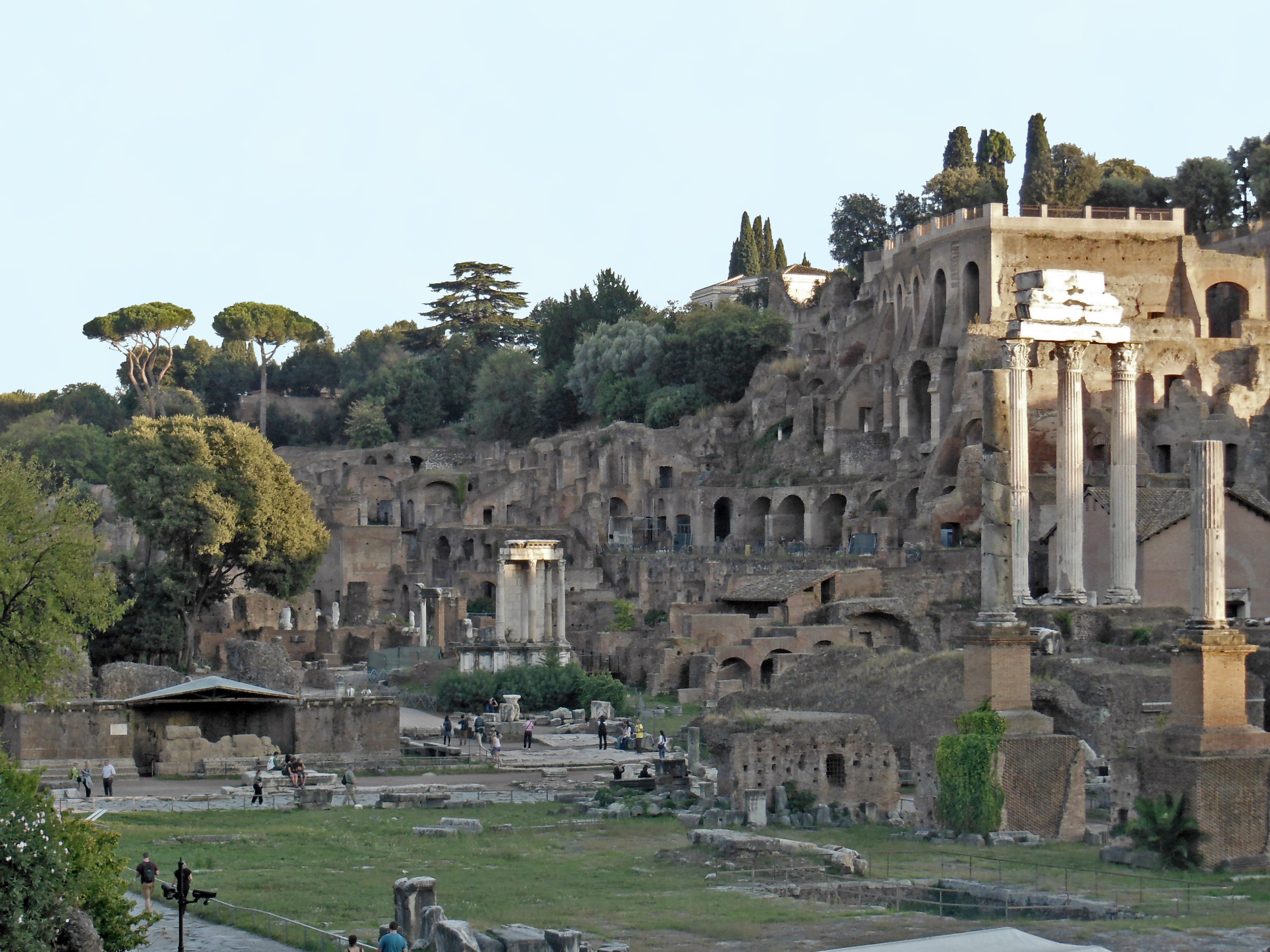
Chrám zcela vpravo

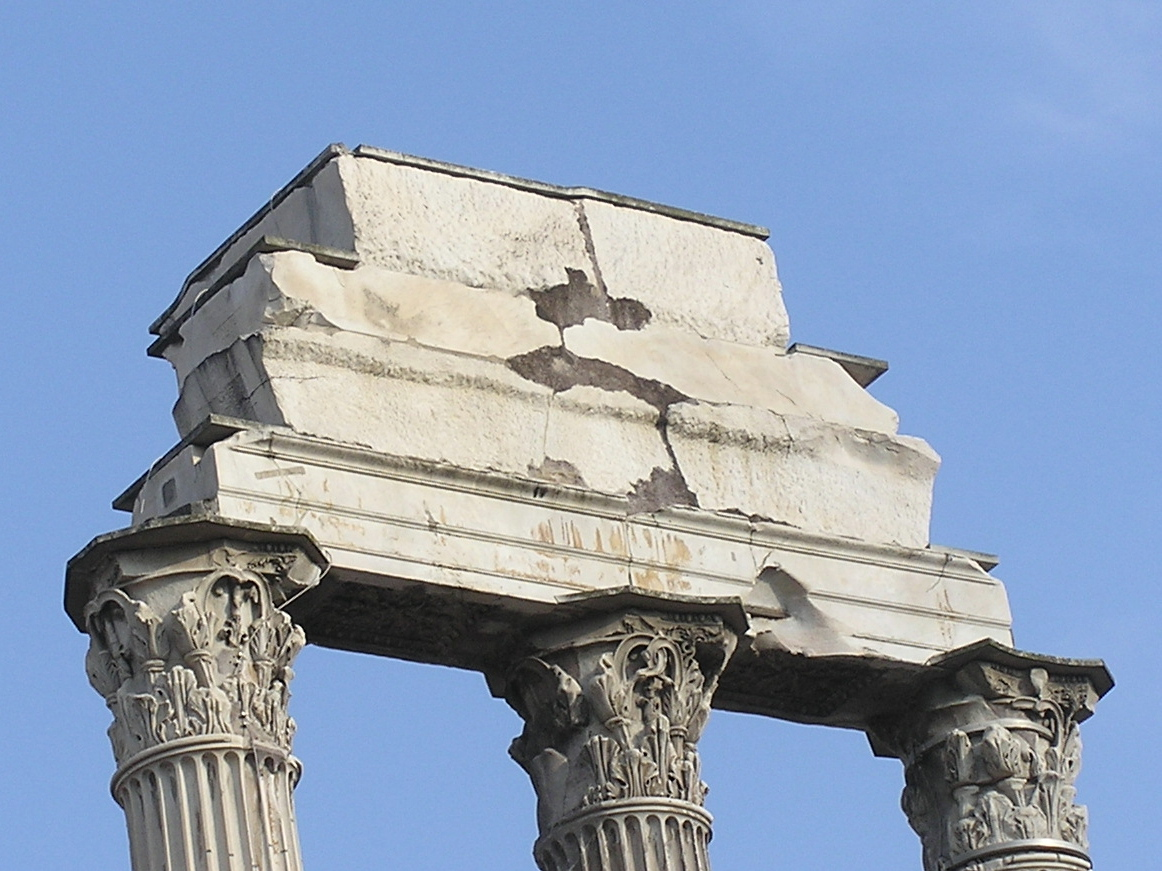
Detail korintských hlavic sloupů a architrávu.

Chrám Castora a Polluka (italsky: Tempio di Castore e Polluce) byl postaven v jihovýchodní části Fora Romana na počest dvojčat Castora a Polluka, což byli synové Lédy a boha Dia. Dnes tato původně řecká bratrská dvojice představuje souhvězdí Blíženci.

## Legenda o založení a historie
Chrám nechal založit na konci 5. století př. n. l. římský konzul Aulus Postumius Albus po bitvě u jezera Regillus, v níž porazil posledního etruského krále Tarquinia Superba. Právě k této bitvě se váže legenda, že když proti sobě stanula Tarquiniova a Postumiova vojska, objevili se před římskou armádou dva jezdci, kteří dovedli Postumia k vítězství. Poté se záhadní jezdci zjevili na Foru Romanu, aby napojili své koně u pramene bohyně fontán a studní Juturny. Zde v nich Římané poznali dvojčata Dioskúrů Castora a Polluka a na místě jejich zjevení nechali vystavět jim zasvěcený chrám, jehož stavba byla dokončena v roce 484 př. n. l.
V dobách římské republiky sloužil chrám k zasedání Senátu a ve 2. století př. n. l. se přední část chrámového podstavce proměnila v řečnickou tribunu. Stavba se využívala i dále za dob císařů, kdy zde sídlil Úřad pro míru a váhu a později také Státní pokladnice.
Jelikož byla budova chrámu v Římě důležitá, dostávalo se jí náležité péče. Kompletní rekonstrukcí prošla v roce 117 př. n. l. za vlády konzula Caecilia Metella a podruhé v roce 73 př. n. l. Po požáru roku 14 př. n. l. nechal chrám zrestaurovat císař Tiberius.

## Architektura
Budova byla vystavěna na 7 metrů vysokém a mramorem pokrytém podstavci, jehož rozměry dosahovaly 32 metrů na šířku a 50 metrů na délku. Chrám, jehož dláždění bylo tvořenou velkou mozaikou, byl zvenku obklopen sloupořadím s osmi korintskými sloupy na kratší straně a jedenácti sloupy na straně delší. Celá budova byla pokryta mohutnými bloky tufu, jež ale byly časem odstraněny. Podle archeologických nálezů vedla k hlavní budově dvě postranní schodiště, avšak zde se historikové rozchází s literaturou, která tvrdí, že chrám měl jedno centrální schodiště přímo uprostřed podstavce.
Jako ostatní budovy na Foru Romanu, i chrám Castora a Polluka nedokázal odolat vlivům prostředí. Více než patnáct století byl vystaven neustálému rabování a drancování. Ve 4. století budova patrně ještě stála, ale v 15. století už prameny hovoří o chrámu jako o třech sloupech. Cesta, která kolem nich vedla, byla nazvaná via Trium Columnarum. Tři mramorové sloupy zde naleznete dodnes na východní straně, společně s ruinami podstavce. Každý z nich měří přes dvanáct metrů a každý má průměr 1,45 metrů. Všechny nesou zbytky 3,75 metrů vysokého architrávu, na němž je dodnes patrný hladký rovný vlys. Právě tyto ruiny jsou nejspíše nejznámější památkou na Foru Romanu.